# Gomphrena perennis
Gomphrena perennis är en amarantväxtart som beskrevs av Carl von Linné. Gomphrena perennis ingår i släktet klotamaranter, och familjen amarantväxter. Inga underarter finns listade i Catalogue of Life.

## Bildgalleri

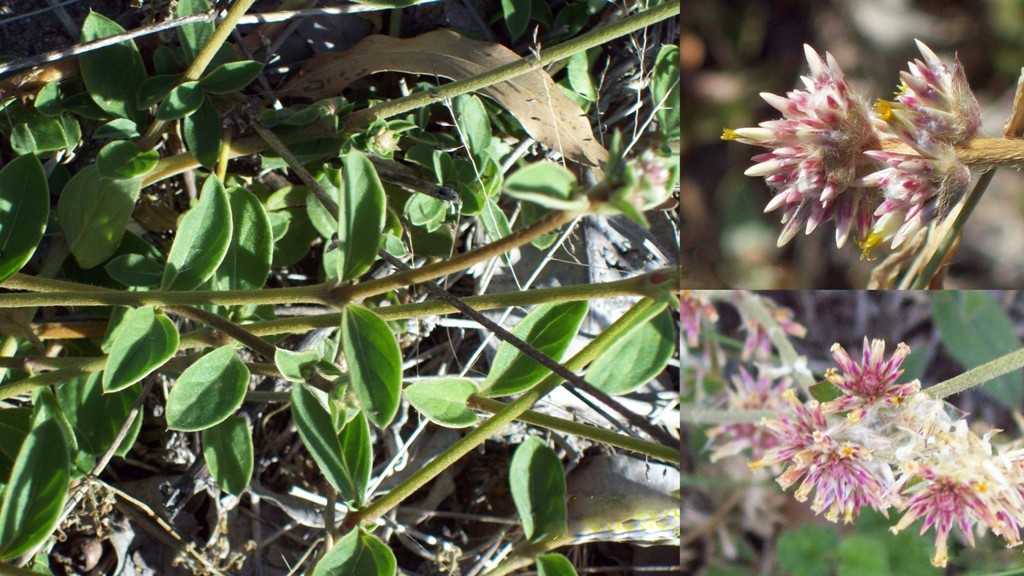